# Frank Schneider (Politiker, 1963)
Frank Schneider  (* 29. April 1963 in Langenfeld) ist ein deutscher Kommunalpolitiker (CDU) und seit 2009 Bürgermeister der nordrhein-westfälischen Stadt Langenfeld.

## Leben und Werdegang
Schneider wurde in Langenfeld geboren und wuchs im Stadtteil Immigrath auf. Nach dem Abitur am Konrad-Adenauer-Gymnasium absolvierte er eine Ausbildung zum Diplom-Verwaltungswirt bei der Stadt Langenfeld. Von 1986 bis 1988 arbeitete er für das Haupt- und Personalamt der Stadt Langenfeld, ehe er 1988 seinen Wehrdienst in Wuppertal ableistete. Anschließend arbeitete Schneider für verschiedene Ämter der Stadtverwaltung Langenfeld, ehe er 1996 persönlicher Referent des damaligen Bürgermeisters Magnus Staehler (CDU) wurde.
Von 1993 bis 2009 war Schneider Vorsitzender des CDU-Ortsverbandes Immigrath. Im Jahr 2009 wurde er mit 71,8 % der Stimmen zum Bürgermeister der Stadt Langenfeld gewählt, 2014 erfolgte mit 62,0 % der Stimmen die Wiederwahl. 2020 wurde Schneider mit 52,7 % der Stimmen erneut im ersten Wahlgang wiedergewählt. 2025 wird er sich nicht mehr zur Wiederwahl stellen.